# Реиле (Терамо)
Реиле (итал. Reille) је насеље у Италији у округу Терамо, региону Абруцо.
Према процени из 2011. у насељу је живело 53 становника. Насеље се налази на надморској висини од 148 м.